# Insula Sahalin
Sahalin (în rusă Сахалин) este o insulă situată în Nordul Oceanului Pacific, între 45°50' și 54°24' N, care aparține Rusiei și face parte din regiunea Sahalin. Aceasta este cea mai mare insulă a Rusiei, și este situată în imediata apropiere a coastei estice a Rusiei continentale și în nordul Japoniei. Sahalinul este scăldat de Marea Ohotsk și Marea Japoniei, și este despărțit de Asia continentală prin strâmtoarea Tătară și de insula Hokkaidō prin strâmtoarea La Pérouse.
În cursul secolelor al XIX-lea și al XX-lea insula Sahalin a fost revendicată atât de Rusia cât și de Japonia. Aceasta a dus la dispute între cele două țări, pentru control asupra insulei. Rusia a cucerit insula de la japonezi odată cu sfârșitul celui de-al doilea Război Mondial.

## Clima

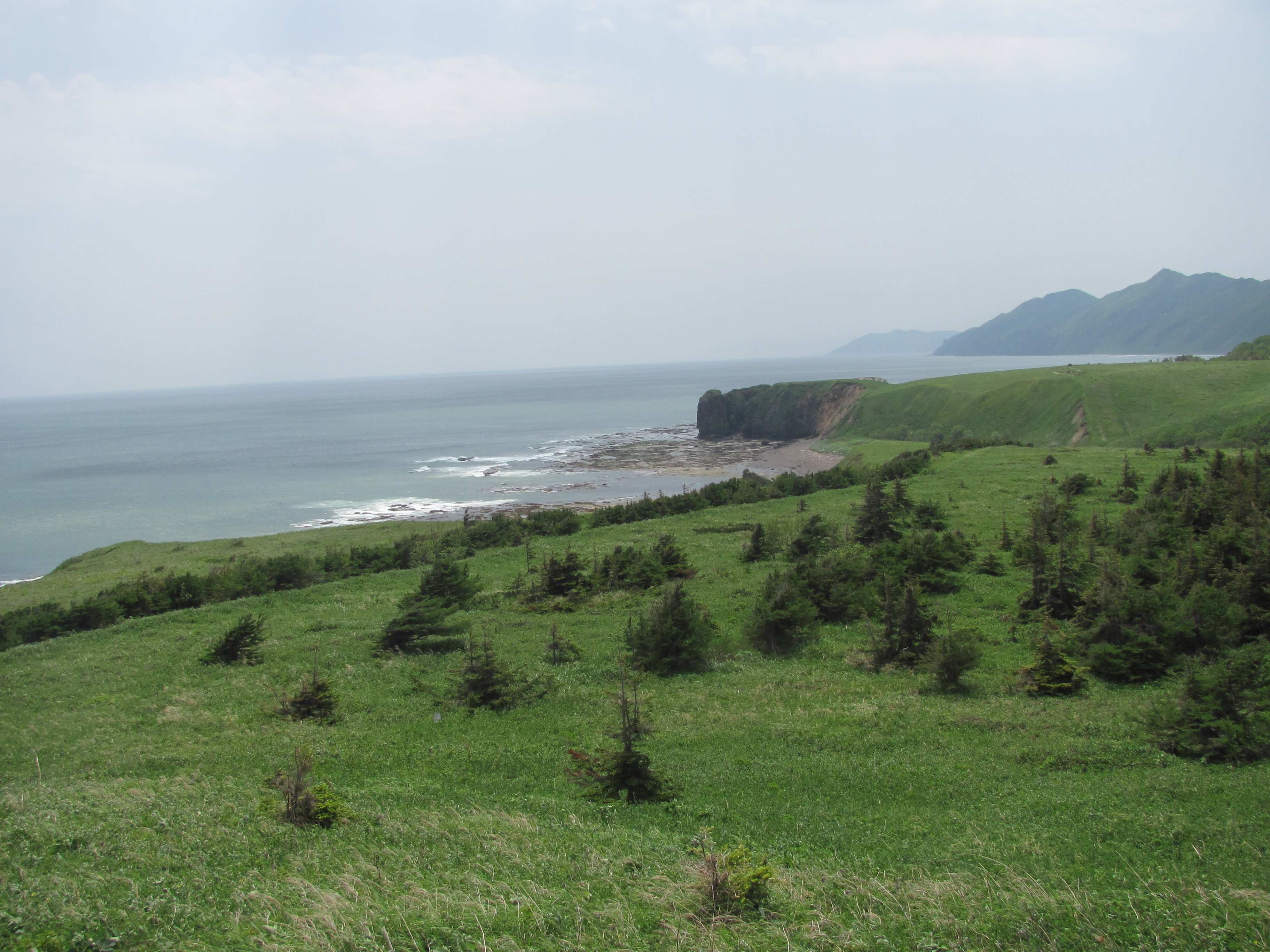
Capul Tihii, Sahalin

| Parametri / Luni               | I     | II    | III   | IV    | V    | VI   | VII  | VIII | IX   | X    | XI    | XII   | An    |
| Temperatura maximă, ºС         | 4,3   | 4,1   | 9,5   | 23,0  | 25,0 | 30,8 | 30,6 | 32,2 | 28,7 | 22,8 | 17,5  | 7,4   | 32,2  |
| Maxima zilnică medie, ºС       | −5,7  | −5,5  | 0,4   | 6,2   | 12,1 | 18,3 | 21,1 | 23,6 | 20,0 | 12,7 | 3,7   | −3,1  | 8,8   |
| Temperatura medie, ºС          | −11,2 | −10,9 | −4,9  | 1,7   | 7,2  | 12,4 | 16,5 | 17,6 | 13,6 | 6,6  | −0,8  | −8,6  | 3,3   |
| Minima zilnică medie, ºС       | −15,7 | −16,6 | −9,6  | −2,7  | 2,1  | 8,3  | 12,2 | 15,0 | 9,1  | 1,8  | −4,6  | −11,7 | −1,0  |
| Temperatura minimă, ºС         | −29,5 | −30,5 | −25,0 | −14,5 | −4,7 | −0,8 | 3,0  | 4,2  | −2,1 | −8,0 | −16,5 | −26,0 | −30,5 |
| Cantitatea de precipitații, mm | 60    | 61    | 53    | 61    | 70   | 76   | 90   | 101  | 99   | 90   | 81    | 81    | 938   |
| ------------------------------ | ----- | ----- | ----- | ----- | ---- | ---- | ---- | ---- | ---- | ---- | ----- | ----- | ----- |